# 幸田町郷土資料館
幸田町郷土資料館（こうたちょうきょうどしりょうかん）は、愛知県額田郡幸田町大字深溝にある博物館。

## 歴史
1977年（昭和52年）3月に幸田町郷土資料館が竣工・開館した。敷地面積は3500m2、建物面積は273m2、建物は木造平屋建。なお、同年11月3日には幸田町立図書館の前身である幸田町立文庫も開館している。
2023年にはNHK大河ドラマ『どうする家康』には現在の幸田町出身の夏目吉信や平岩親吉などが登場したことから、幸田町の学芸員によって徳川家康や家臣ゆかりの名所を紹介する動画が製作された。

## 展示
屋外には、自衛隊で用途廃止になった戦闘機やヘリコプター、貴重な試作品の装備品などが展示されている。自衛隊愛知地方協力本部から幸田町に貸与されたものである。

### 屋内
- 「幸田の原始・古代」
- 「深溝松平家墓所の紹介」
- 「菱池の干拓」
- 「三河地震」
- 「昭和の生活」

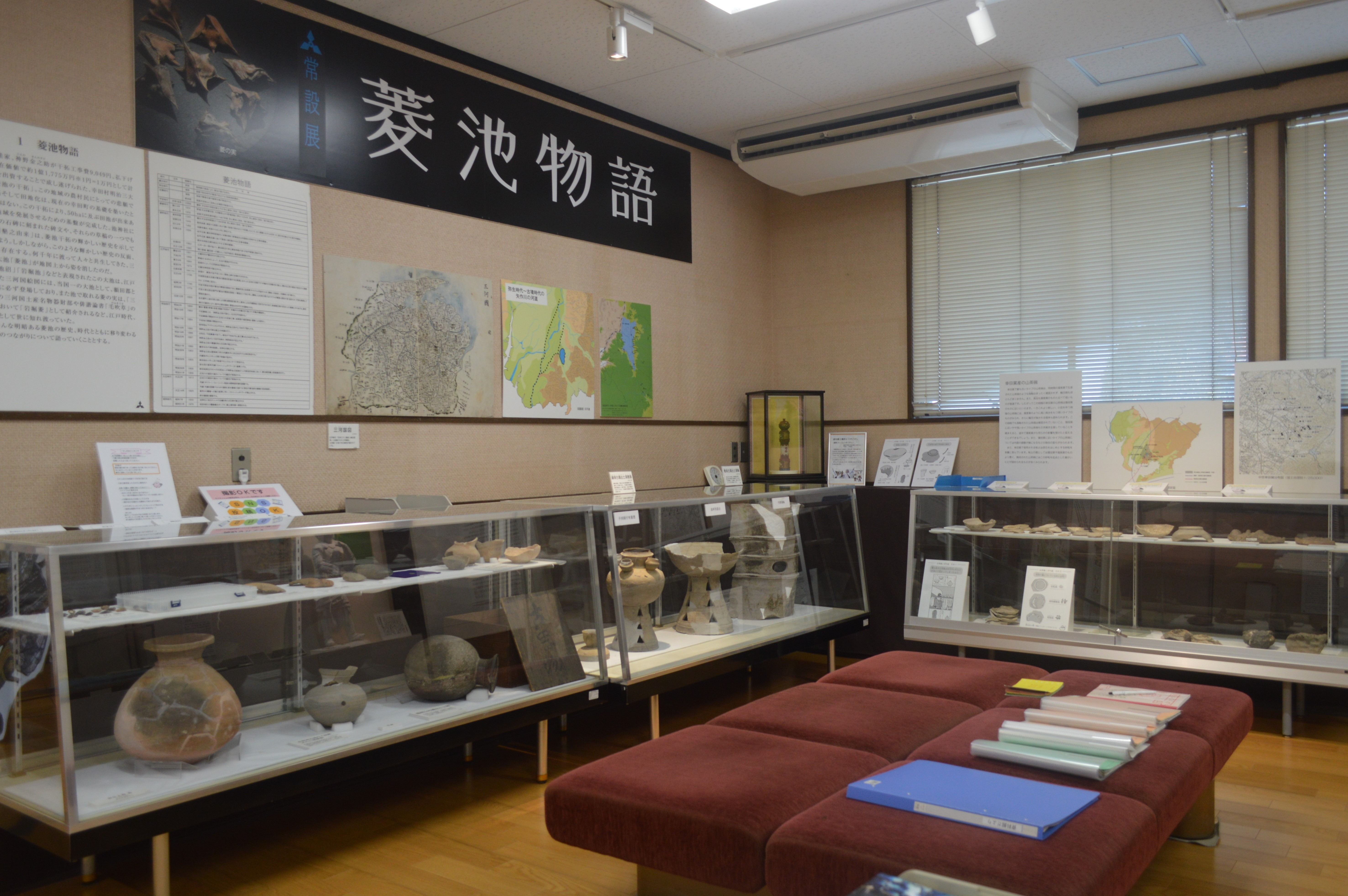
「幸田の原始・古代」の展示

- 金庫 - 額田郡相見村で用いられていた金庫。

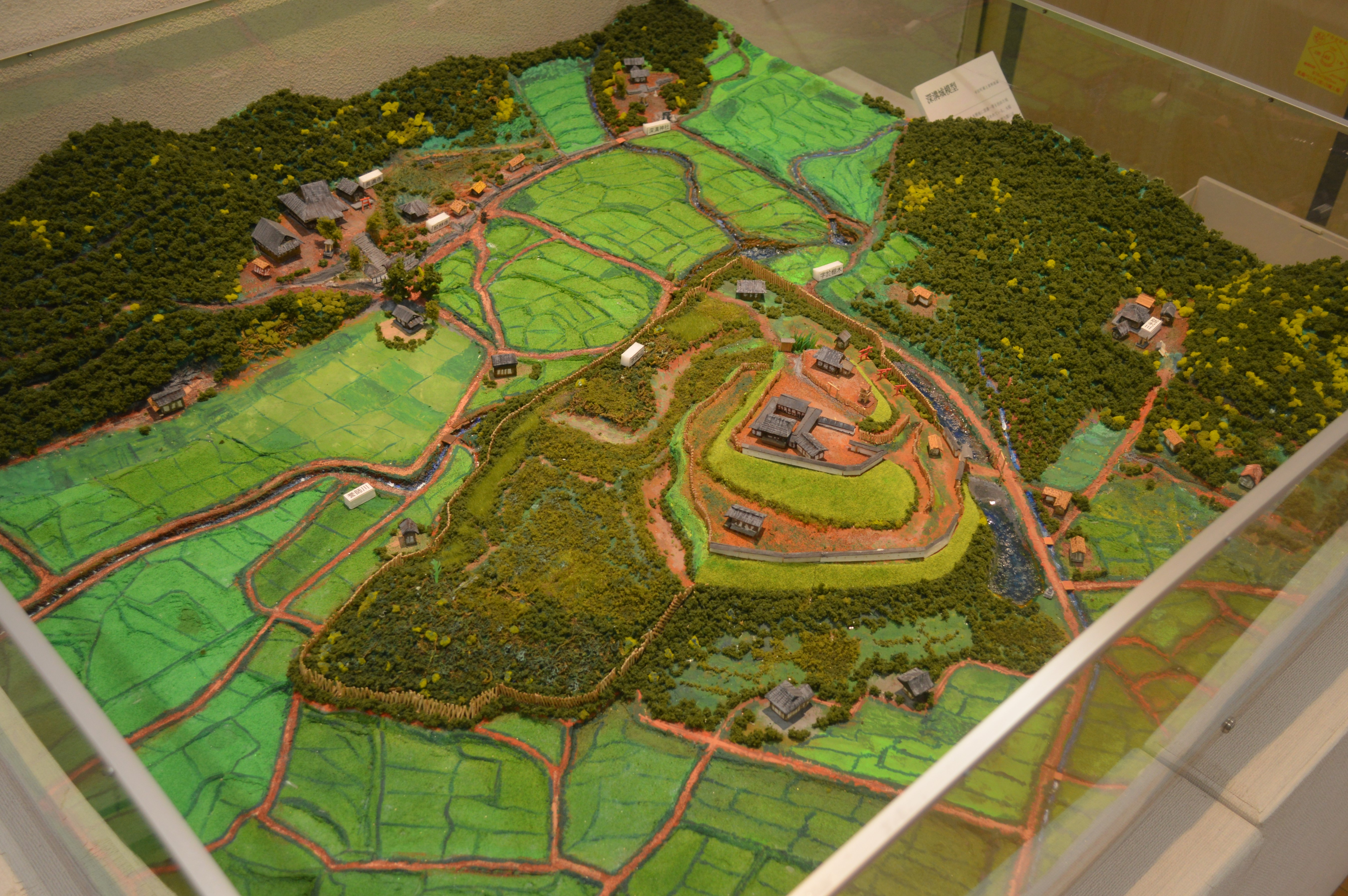
深溝城模型
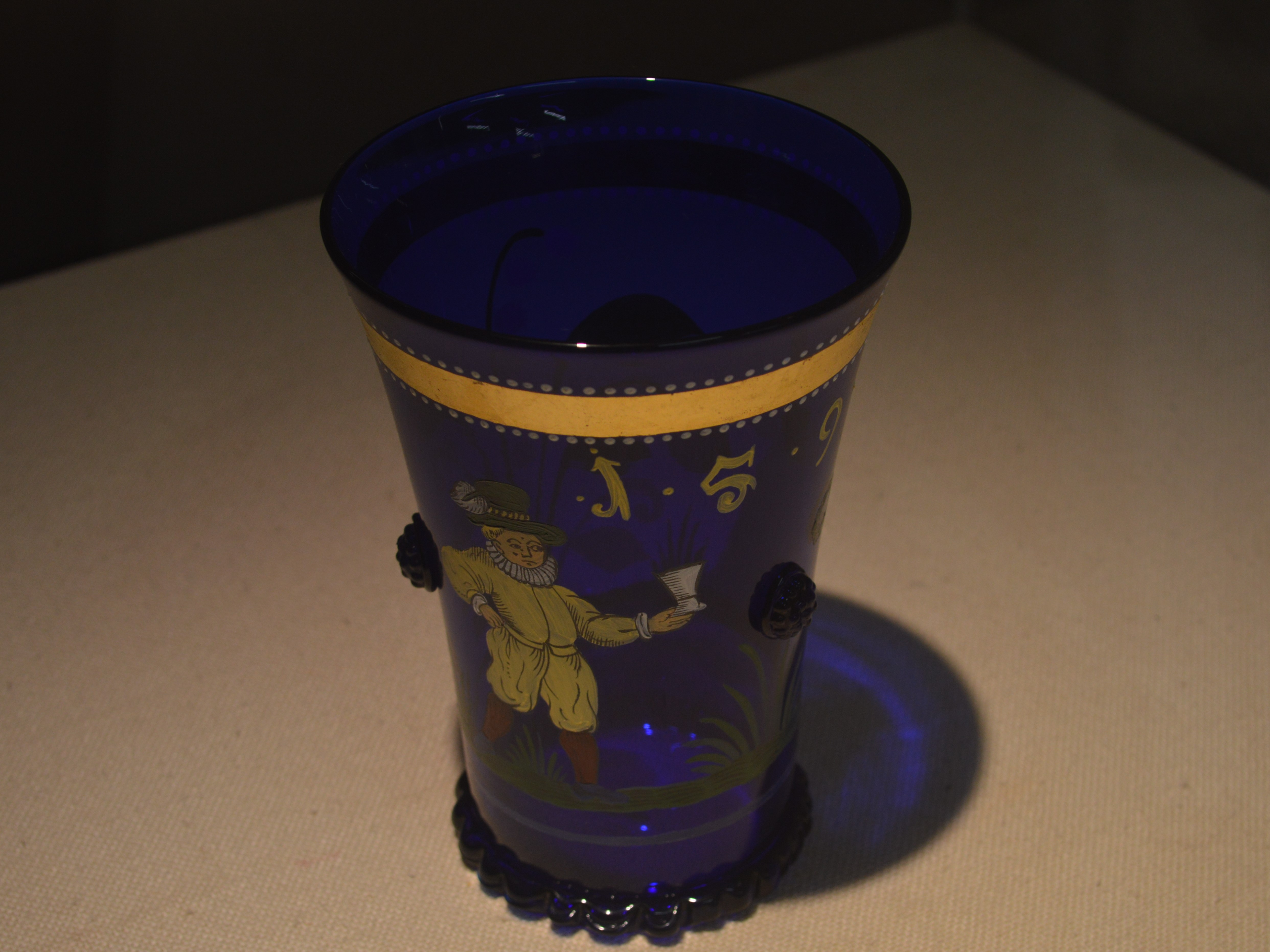
島原藩主深溝松平家墓所から出土した青色ガラス杯の復元品
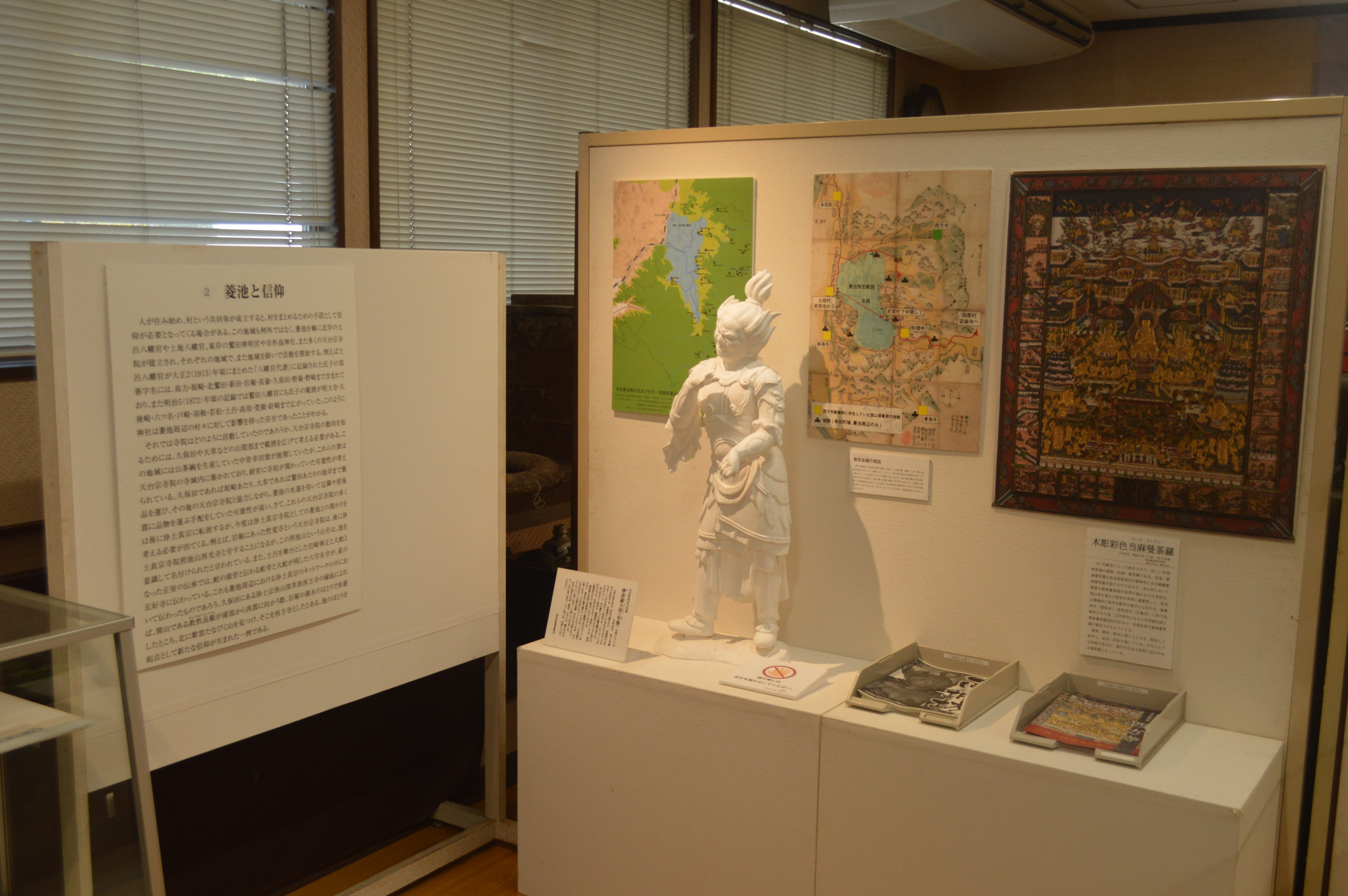
「菱池の干拓」の展示
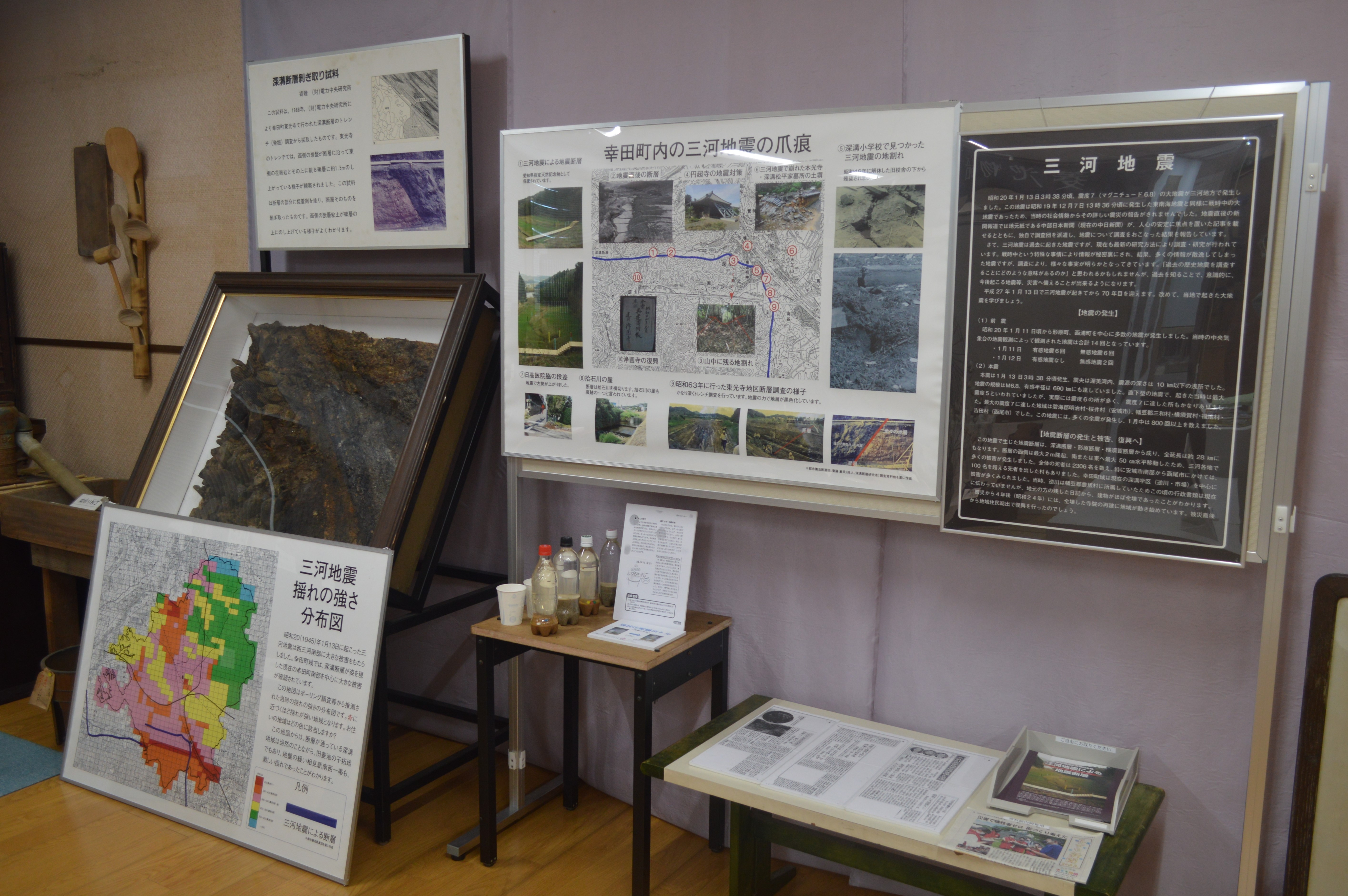
「三河地震」の展示
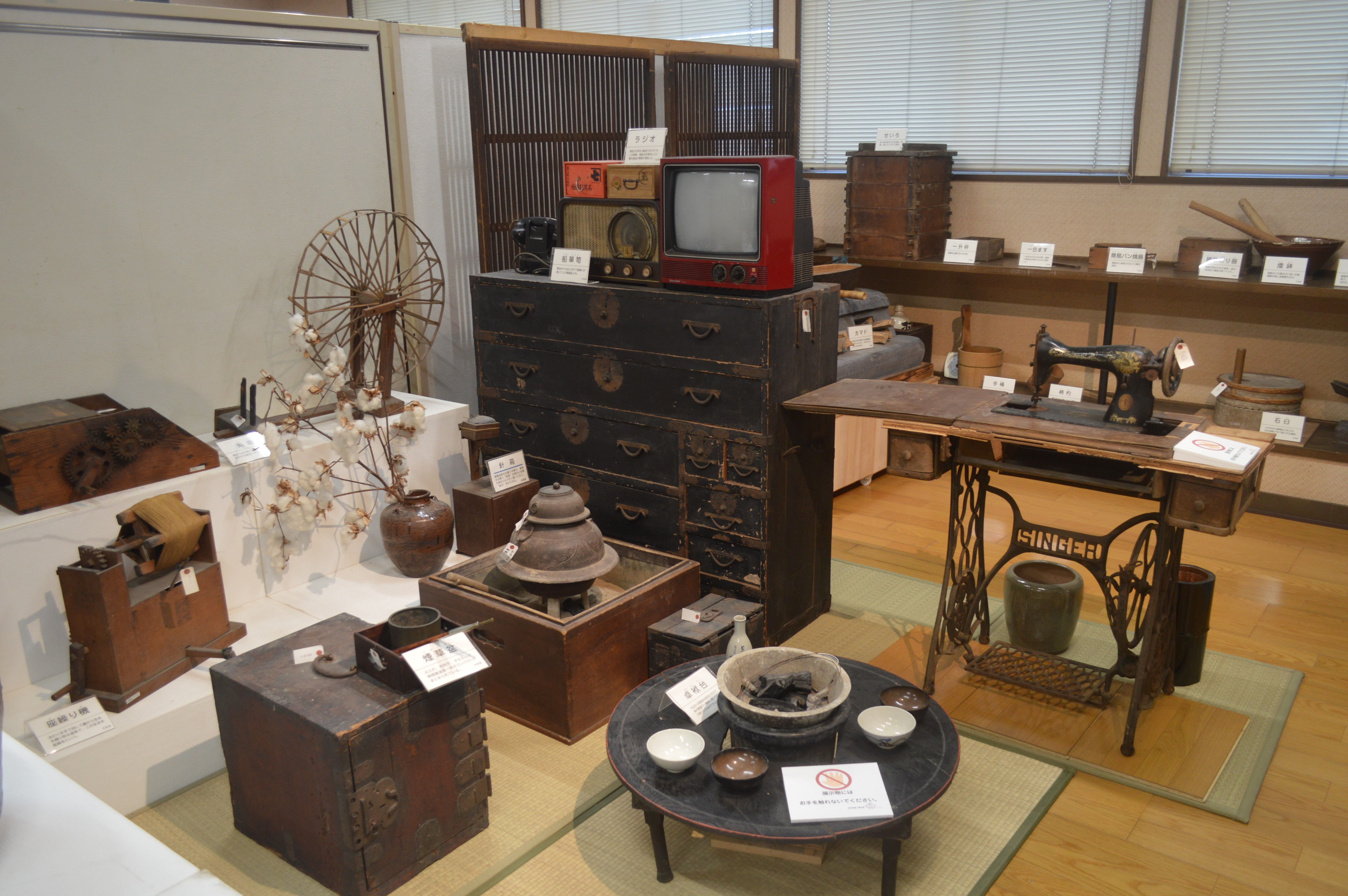
「昭和の生活」の展示
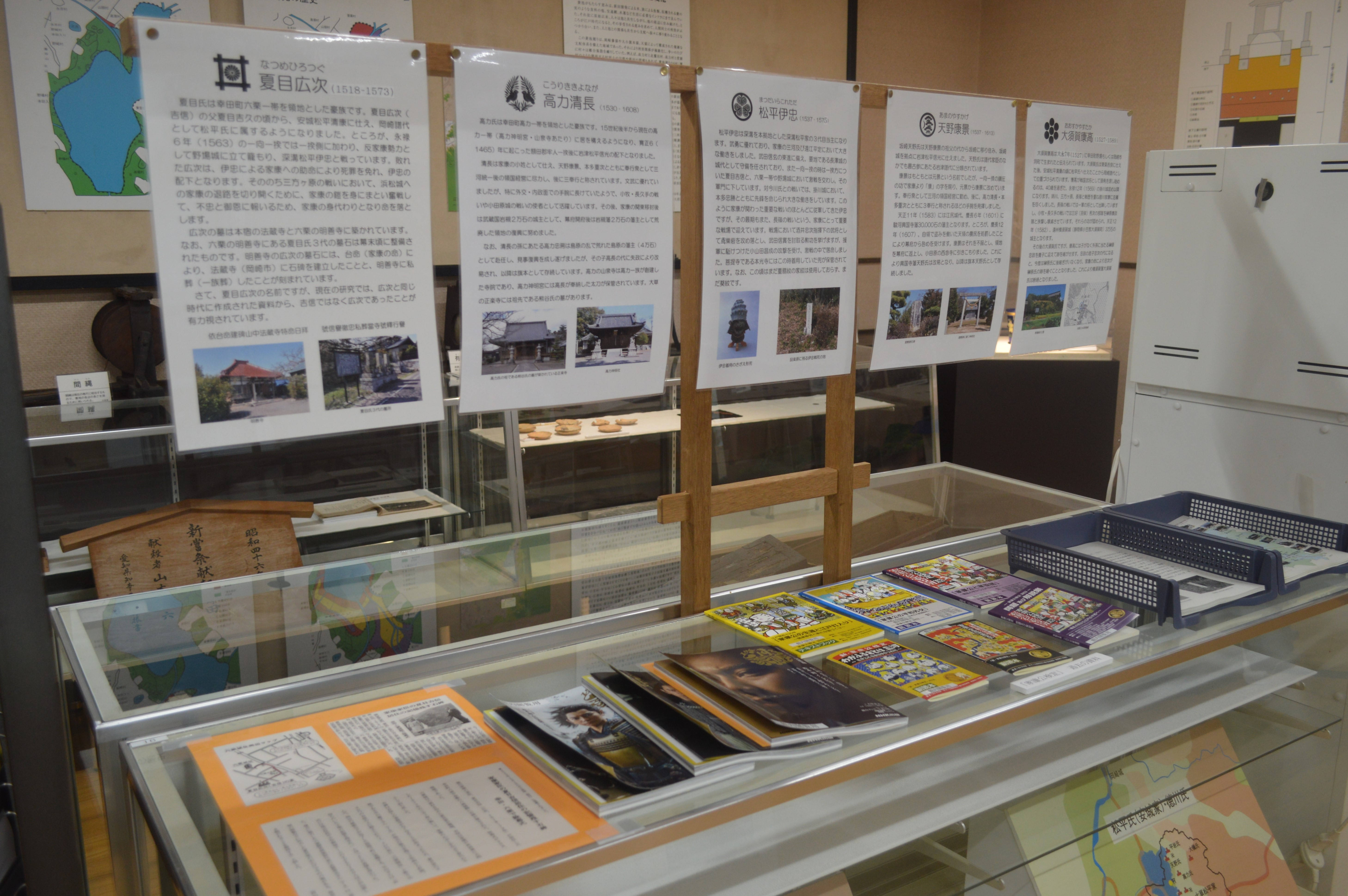
『どうする家康』関連コーナー
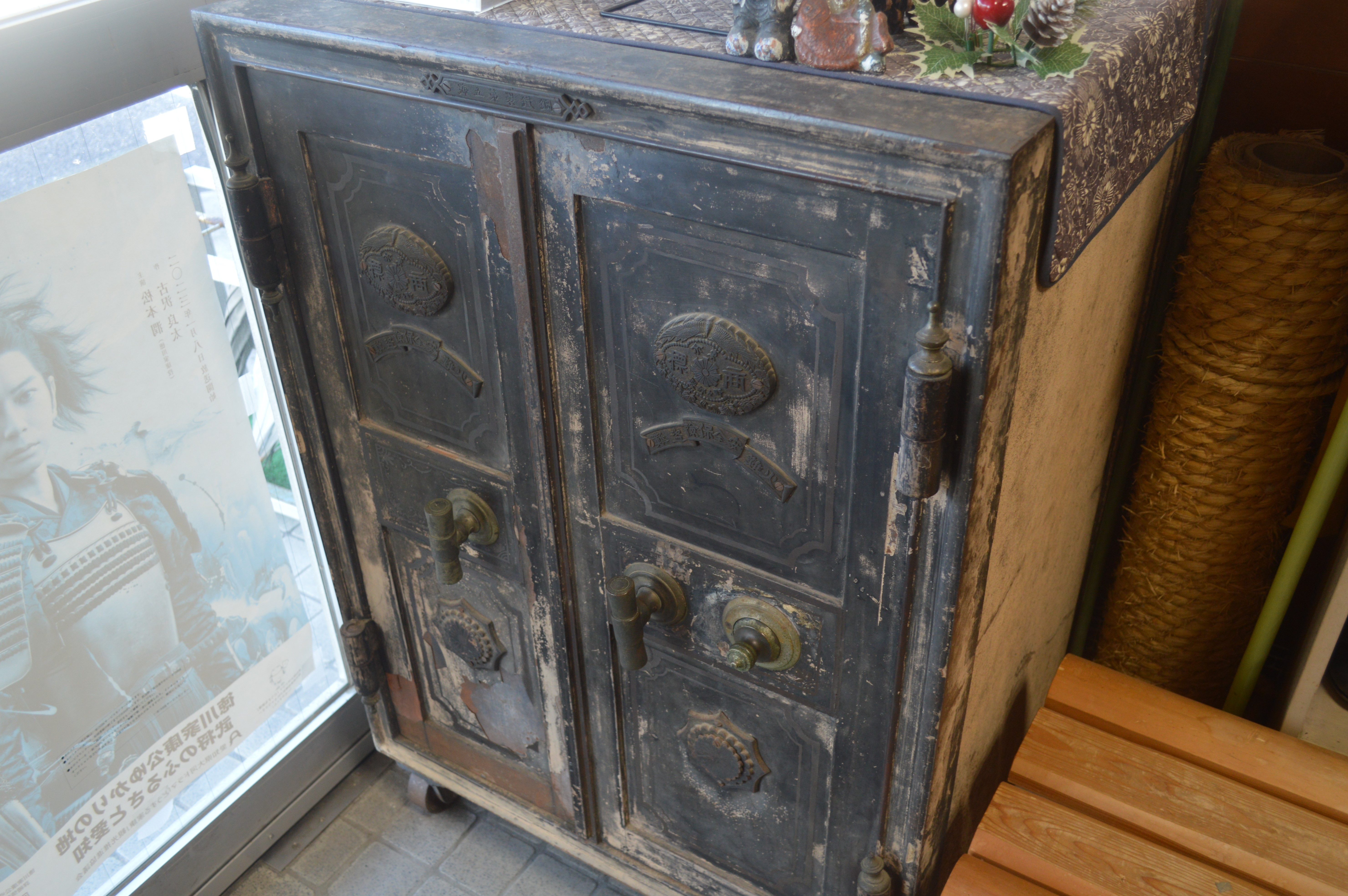
額田郡相見村の金庫

### 屋外

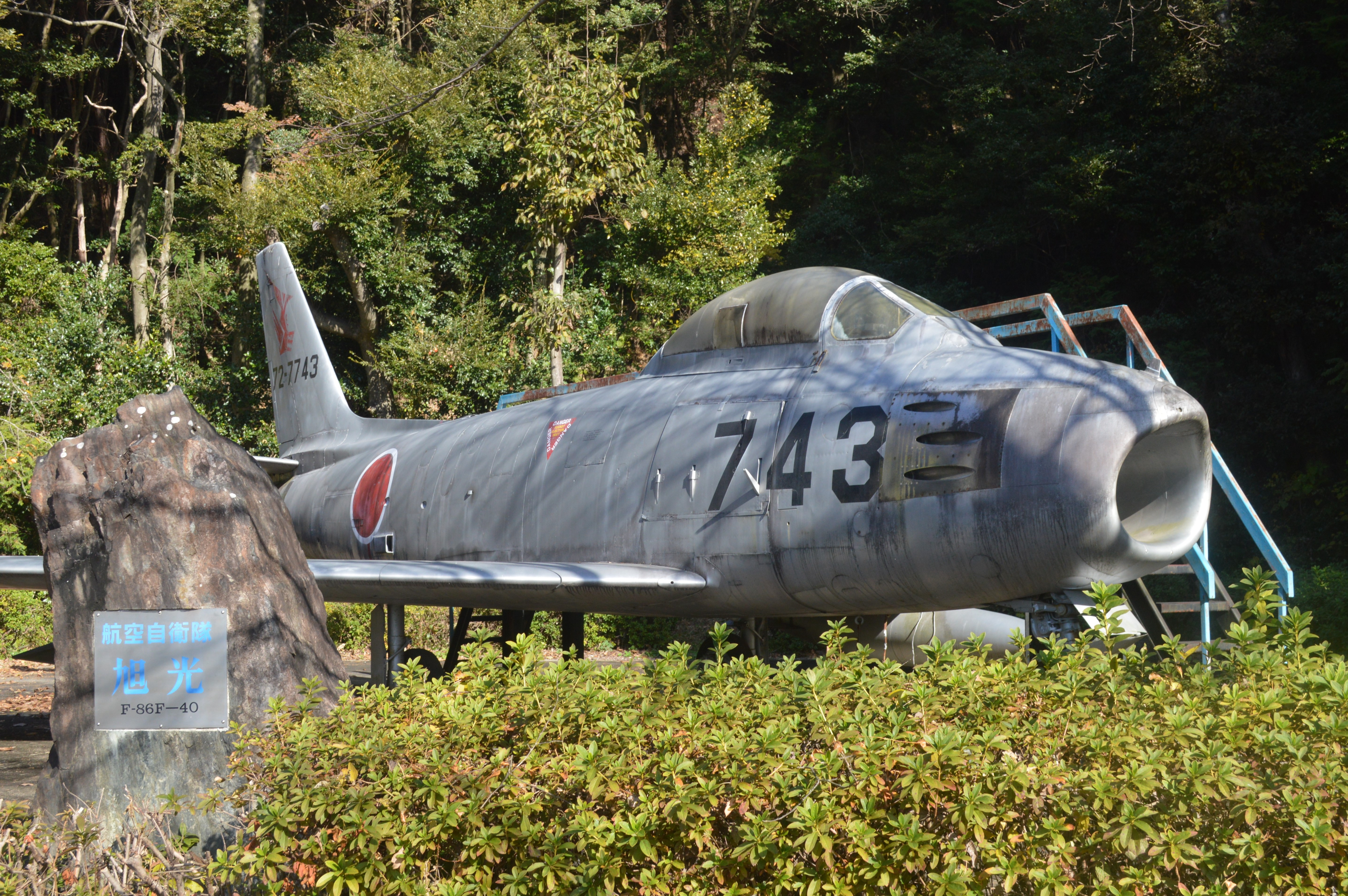
F-86F-40 旭光

- F-86F-40 旭光 - 戦闘機。F-86F-40-NA/72-7743号機の塗装がされている。
- H-13ヘリコプター
- 初代潜水艦おやしおのスクリューと錨
- 試製57式105mm軽りゅう弾砲
- 試製105mm無反動砲
- 3吋口径連装連射台砲身
- 国鉄D51形蒸気機関車主動輪
- 菱池排水ポンプ - 菱池ポンプ場の初代ポンプ。
- KM-2練習機 - 現在は撤去されている。

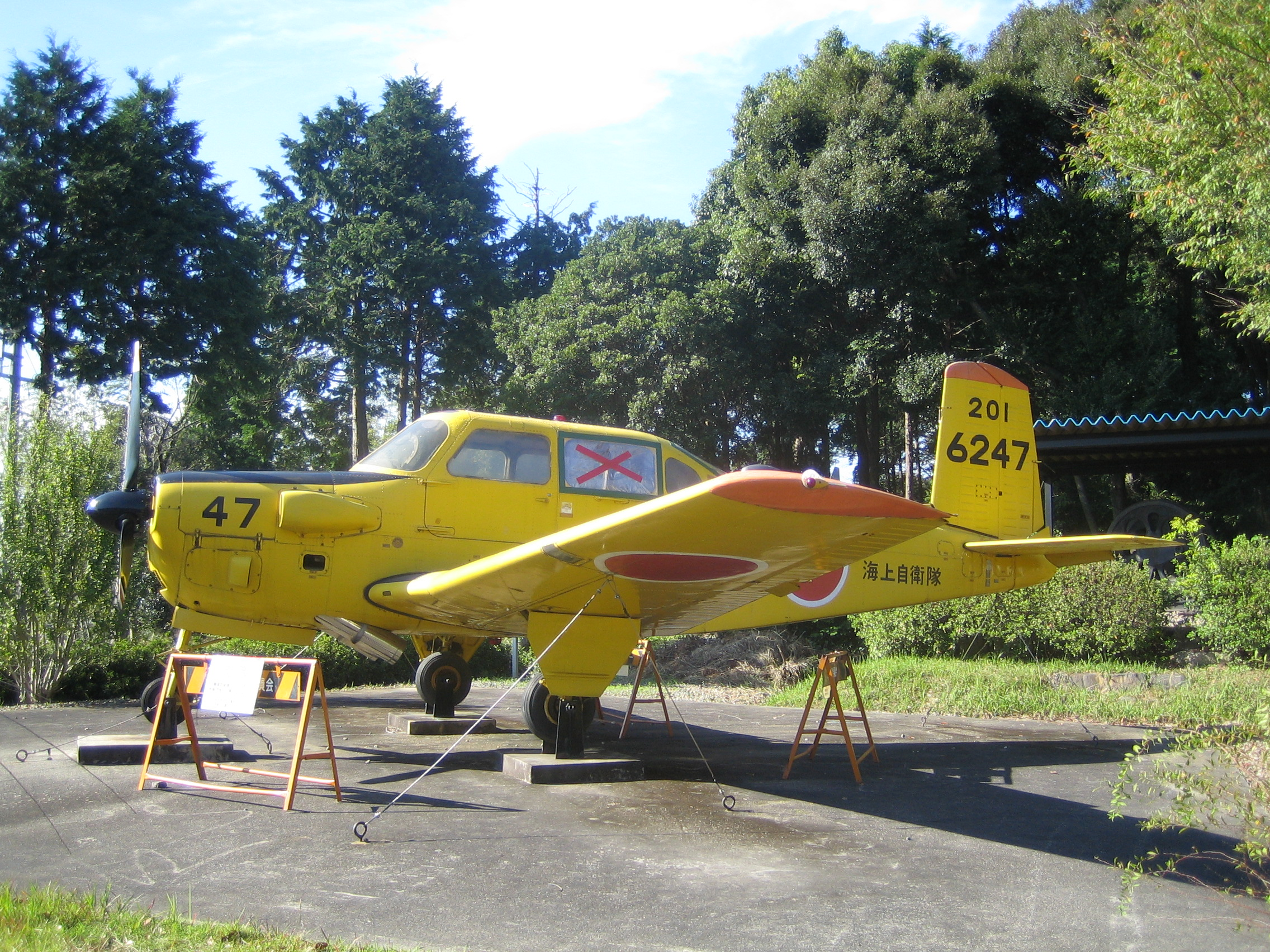
かつて展示されていたKM-2練習機
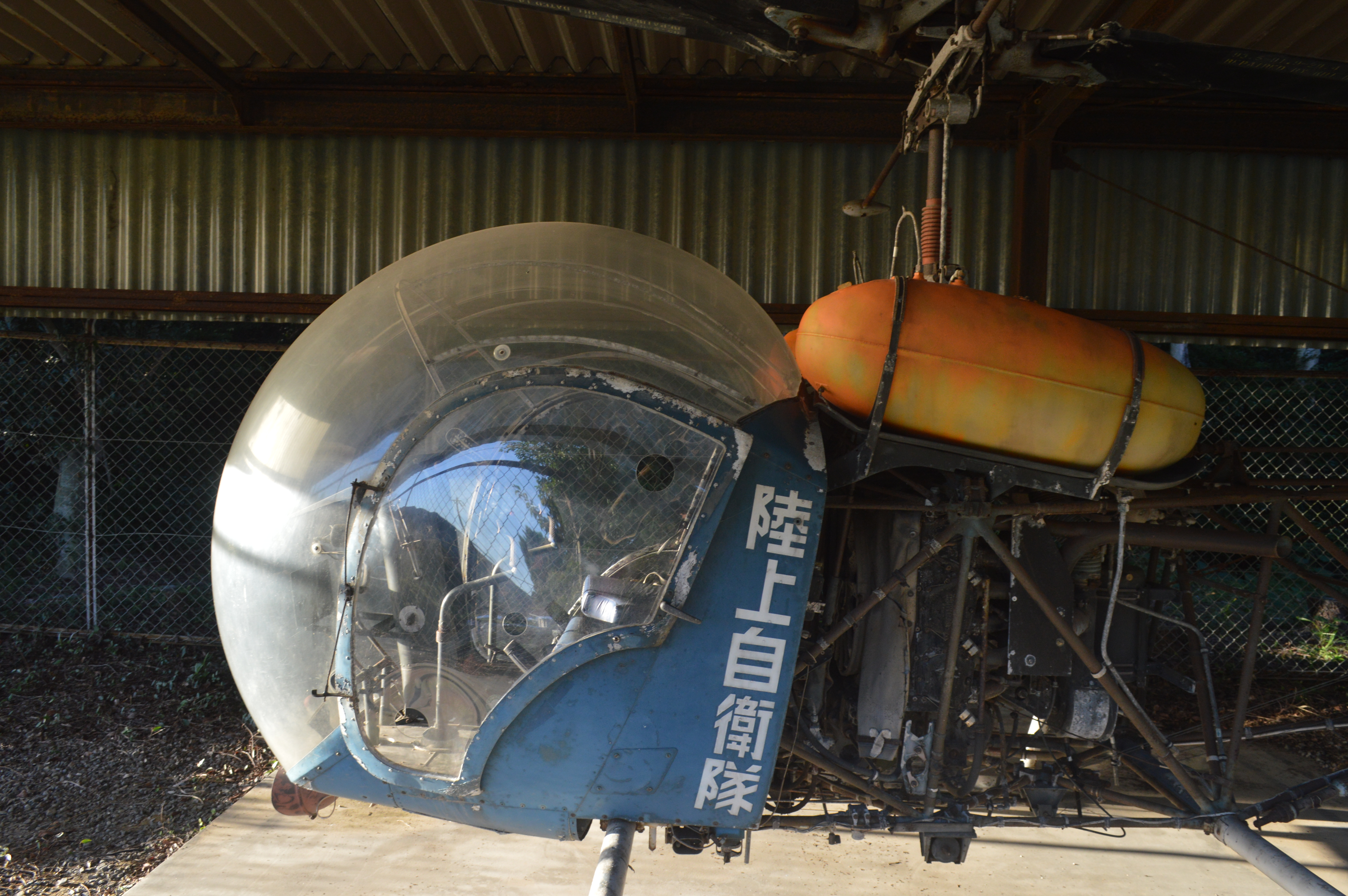
H-13ヘリコプター
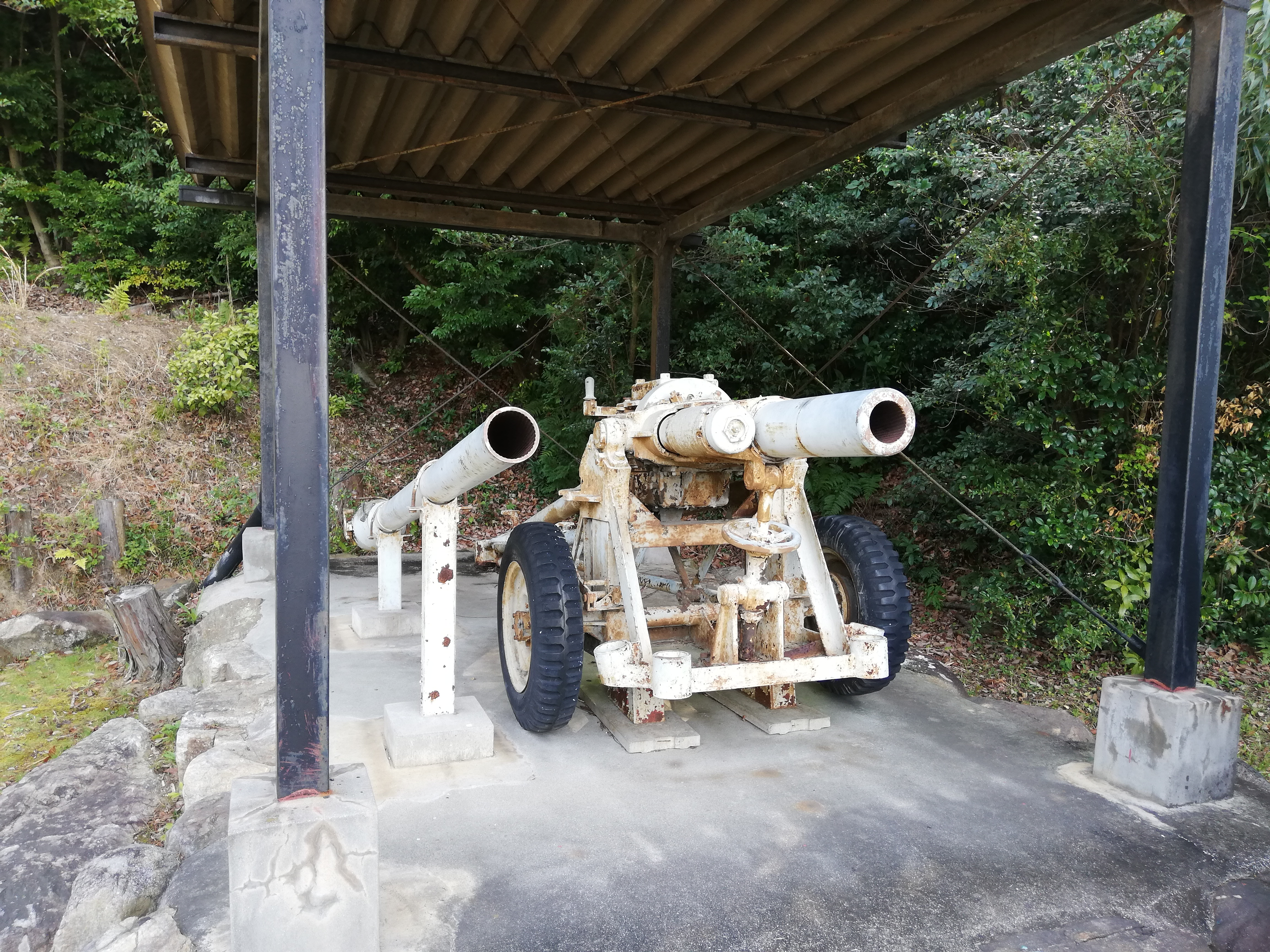
試製105mm無反動砲（左）と試製57式105mm軽りゅう弾砲（右）
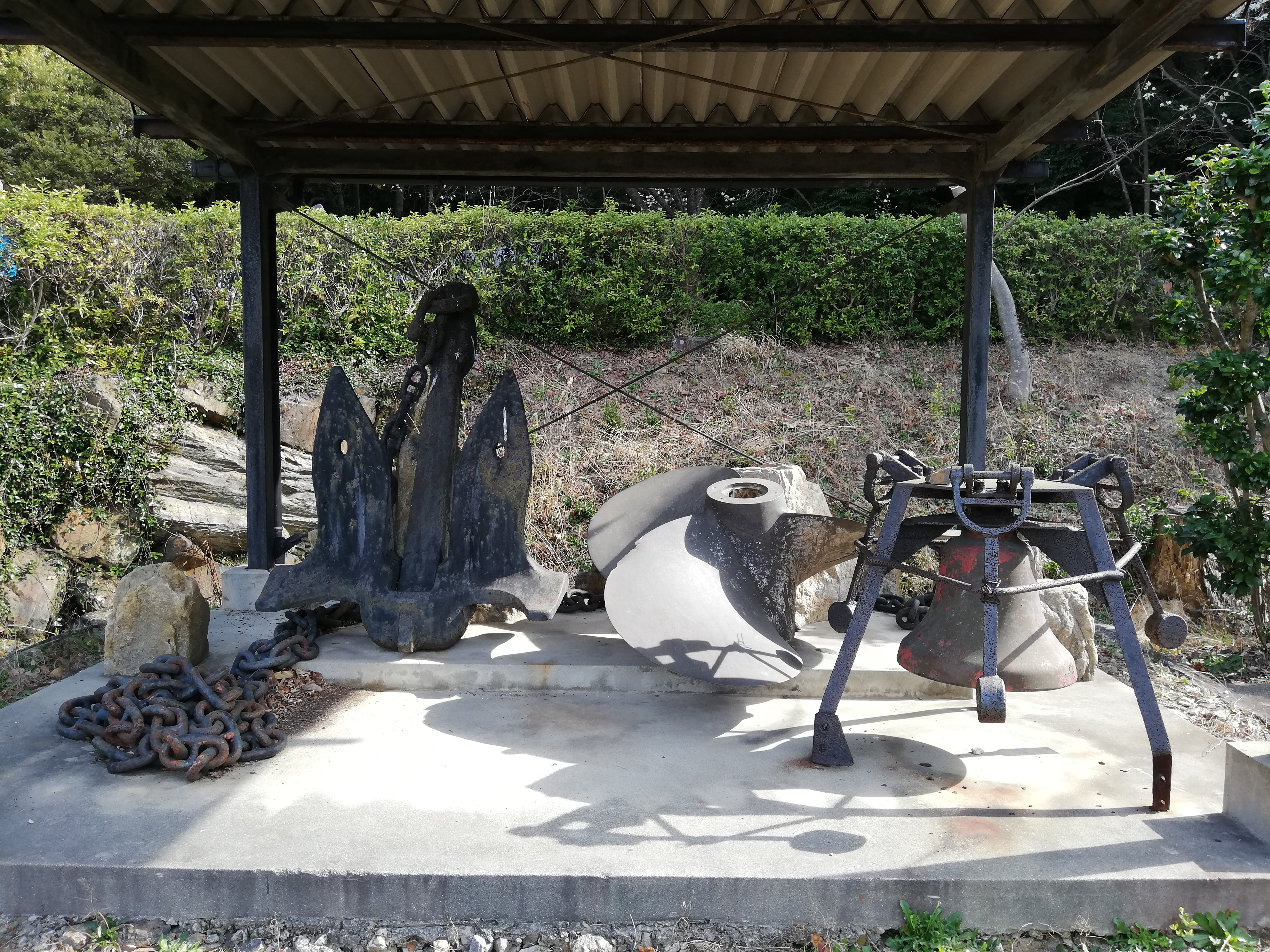
潜水艦おやしおのスクリューと錨
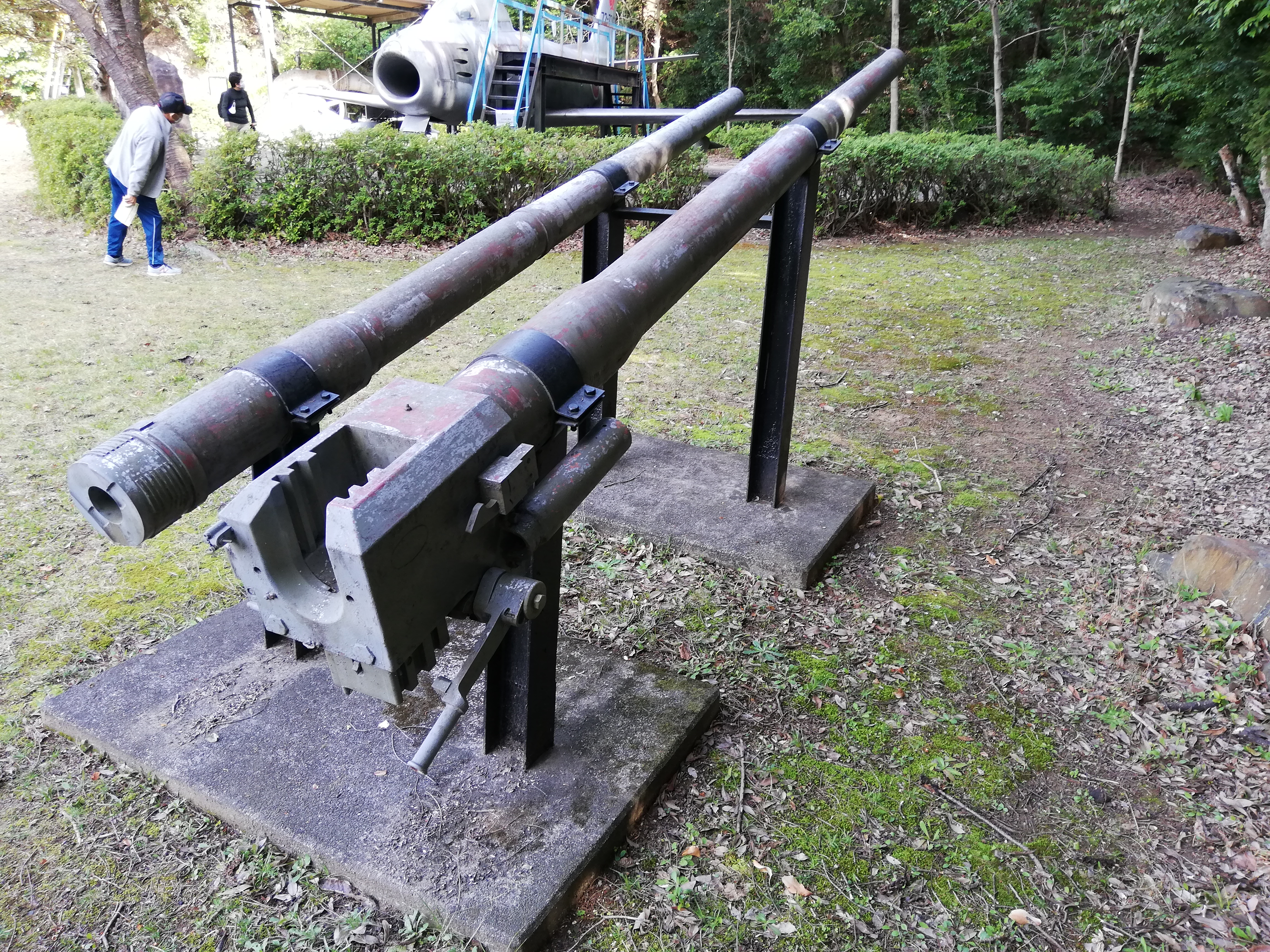
3吋口径連装連射台砲身
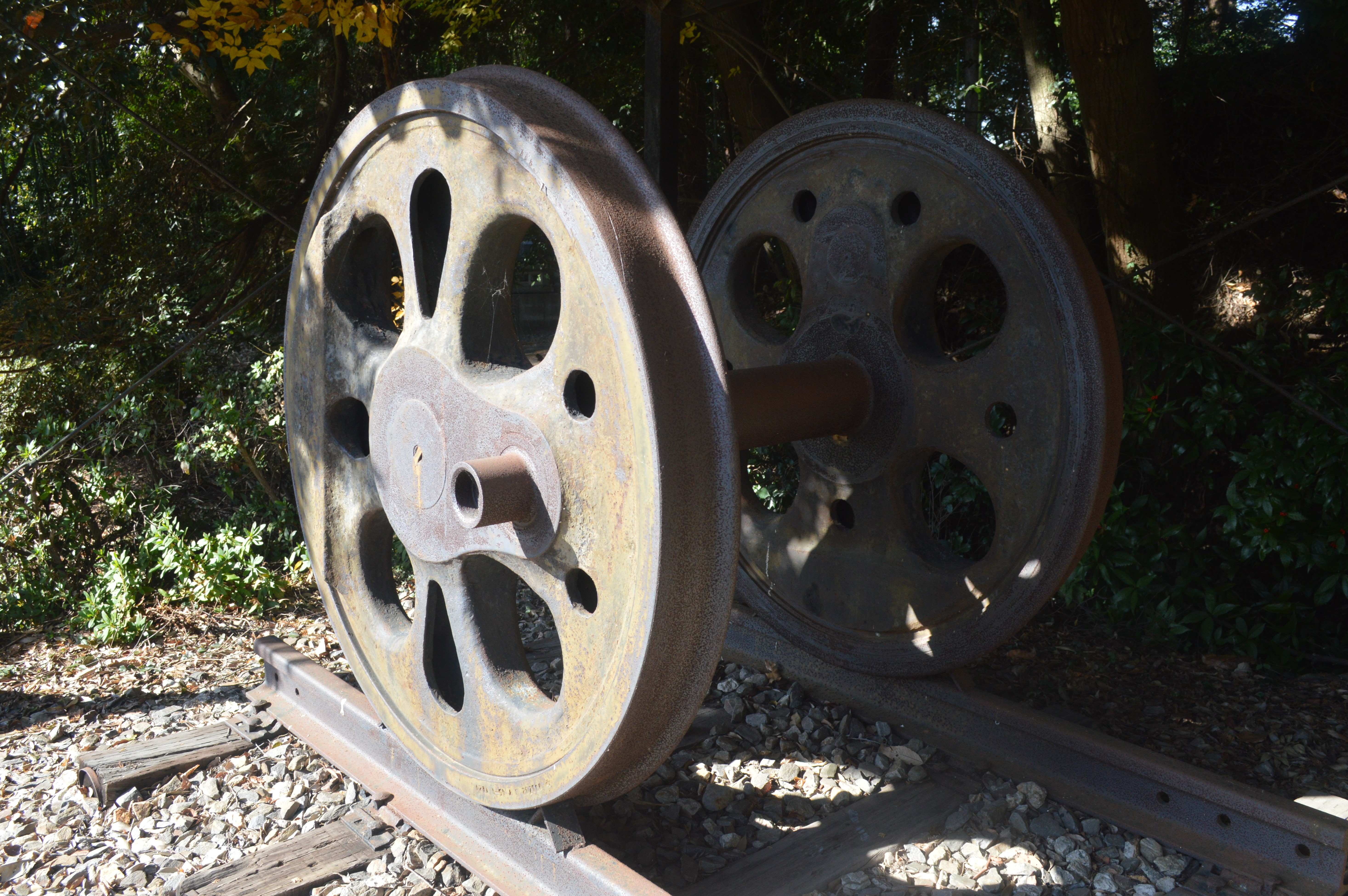
国鉄D51形蒸気機関車主動輪
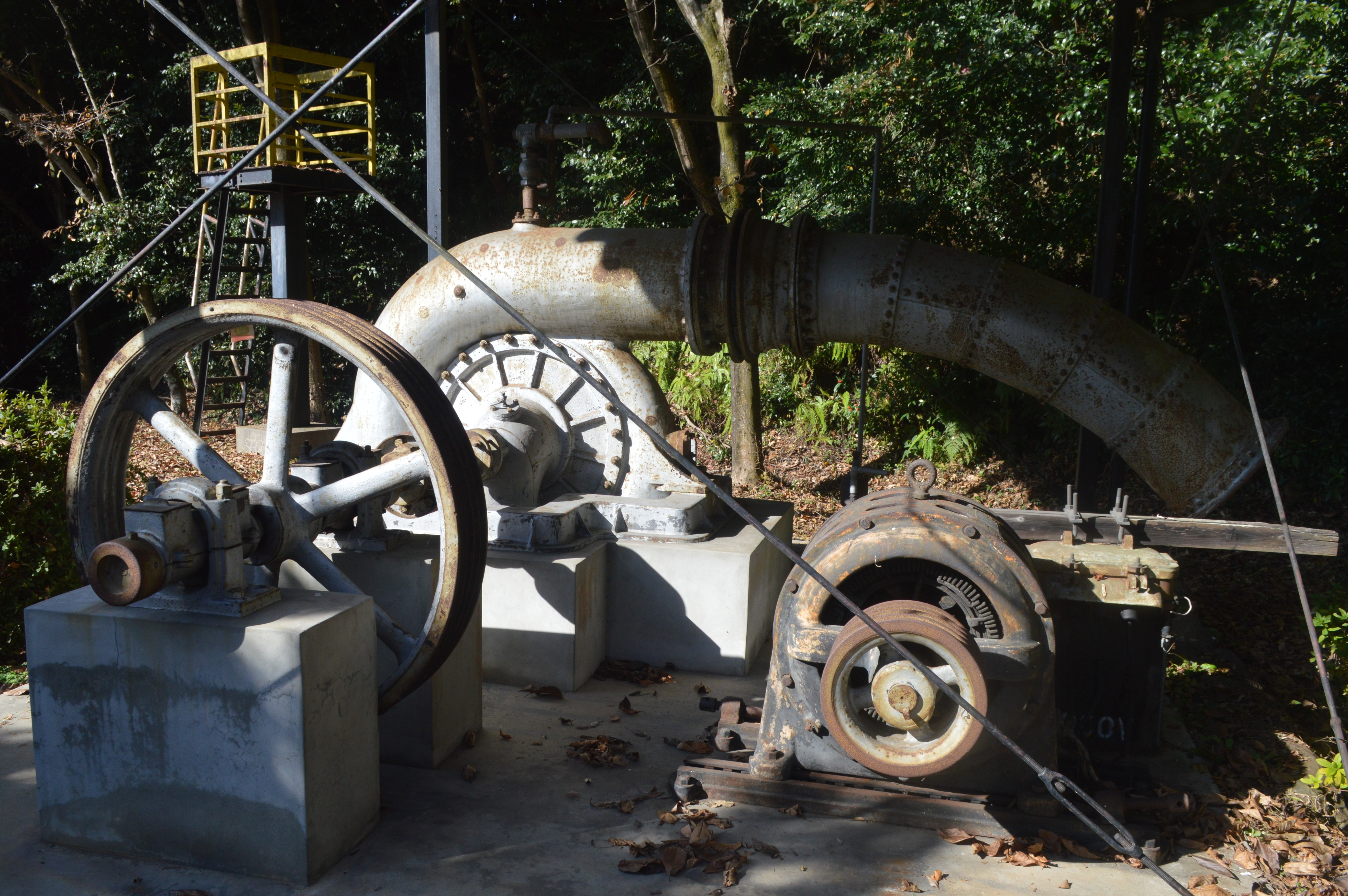
菱池排水ポンプ

## 文化振興展
1998年（平成10年）から幸田町立図書館1階ギャラリーで文化振興展を開催している。
- 第1回 1998年（平成10年） 幸田の文化財展
- 第2回 1998年（平成11年） 99美へのいざない
- 第3回 2000年（平成12年） 甦る原始・古代・中世の幸田
- 第4回 2001年（平成13年） 菱池とその周りに生きた人々
- 第5回 2002年（平成14年） 暮らしの流れをみつめて
- 第6回 2003年（平成15年） 世界の昆虫展
- 第7回 2004年（平成16年） 魅力いっぱい凧の世界
- 第8回 2005年（平成17年） 深溝断層 三河地震の遺した爪痕
- 第9回 2006年（平成18年） こうた焼き物一万年
- 第10回 2007年（平成19年） 幸田の文化財展
- 第11回 2008年（平成20年） 「書」美へのいざない
- 第12回 2009年（平成21年） 深溝本光寺は墳墓の地なり
- 第13回 2010年（平成22年） 南城坊 瑠璃山浄土寺
- 第14回 2011年（平成23年） 菩提寺と廟守 深溝松平家の葬儀事情
- 第15回 2012年（平成24年） 岩堀万歳から三河万歳へ 伝承される祝福芸
- 第16回 2013年（平成25年） むかしそのむかし 幸田の民話と伝承
- 第17回 2014年（平成26年） 大名家の家訓 島原藩主深溝松平家墓所の成り立ち
- 第18回 2015年（平成27年） 青い目の人形とその時代 戦争と平和を見つめて
- 第19回 2016年（平成28年） ムラの鍛冶屋
- 第20回 2017年（平成29年） 深溝城と里の朱印社寺
- 第21回 2018年（平成30年） 繚乱‼三河の土人形 武藤俊一コレクション
- 第22回 2019年（令和元年） 菱池物語
- 第23回 2020年（令和2年） 西方寺 三河一国深草の根元なり
- 第24回 2021年（令和3年） 小野宗重 こうたの地域史研究の先駆者
- 第25回 2022年（令和4年） 深溝5代 松平忠利

## 利用案内
- 入館料 - 無料
- 休館日 - 月曜日（祝日の場合は翌平日）、企画展示のない期間の木曜日、年末年始
- 開館時間 - 午前10時から午後5時
- アクセス - JR東海道本線三ケ根駅から徒歩10分